# August Fleischer
August Konow Fleischer, född 28 september 1841 i Bergen, död 4 april 1931 i Oslo, var en norsk ingenjör.
Efter studier främst vid Polytechnikum i Karlsruhe fick han 1863 anställning vid Norges statsbaner (NSB), där han främst ägnade sig åt järnvägsbyggnader, bland annat som överingenjör vid Hamar-Ottabanens anläggande. Åren 1871–73 var han anställd vid byggandet av Hallsberg-Motala-Mjölby Järnväg (HMMJ) i Sverige. Åren 1883–90 var han brandchef i Kristiania. År 1897 blev han direktör för banavdelningen i styrelsen för Norges statsbaner och var 1910–12 tillförordnad generaldirektör. Han var en av stiftarna av hedersledamot av den Norske ingeniør- og arkitektforening.